# Thomas Mangani
Thomas Mangani (* 29. April 1987 in Carpentras) ist ein französischer Fußballspieler.

## Karriere
Mangani begann seine Karriere bei der AS Monaco, bei dem er zuvor auch in dessen Jugend gespielt hatte und wurde ursprünglich als Linker Verteidiger ausgebildet. 2004 wurde er mit der U17 Frankreichs Europameister. 2006 unterschrieb er seinen ersten Profivertrag und wurde 2007 an den Zweitligisten Stade Brest verliehen, hier kam er zu 13 Einsätzen. Anschließend wurde er nochmal verliehen, diesmal an den korsischen Zweitligisten AC Ajaccio, und lief 36 Mal für den Verein auf. Nach seiner Rückkehr nach Monaco wurde er im Sommer 2009 vom Trainer Guy Lacombe oft eingesetzt und wegen seiner Effektivität im Spiel gelobt. Hier entwickelte er sich auch zum defensiven Mittelfeldspieler und spielte fortan auf dieser Position. 2011 stieg er mit der AS Monaco in die zweite Liga ab und wurde anschließend an den Erstligisten AS Nancy zunächst ausgeliehen, bevor er 2012 dann fest verpflichtet wurde. In Nancy entwickelte Mangani sich zu einem wichtigen Spieler, stieg mit der Mannschaft allerdings 2013 ebenfalls in die zweite Liga ab. Nach einem weiteren Jahr wechselte er 2014 zum italienischen Erstligisten Chievo Verona, kam dort während der Hinrunde der anschließenden Saison jedoch nur in einem Ligaspiel zum Einsatz. Anfang 2015 wechselte er daraufhin zunächst auf Leihbasis zum französischen Zweitligisten SCO Angers, der ihn nach Ablauf der Leihe fest verpflichtete. Dort konnte er sich als Stammspieler etablieren und stieg mit dem Verein im Sommer 2015 in die Ligue 1 auf. Im Anschluss verbrachte er sieben weitere Jahre in Angers, bevor er im Sommer 2022 zum AC Ajaccio zurückkehrte. Mit dem Verein stieg er 2023 erneut in die zweite Liga ab.

## Erfolge
- Aufstieg in die Ligue 1: 2015
- U17-Europameister: 2004